# 工会鸟属
工会鸟属（学名：Guildavis，得名自美国化石猎人E. W. Guild）或译吉尔德鸟，是扇尾类的一个属，生存于距今8000万年晚白垩世的美国堪萨斯州。模式种精致工会鸟（Guildavis tener）最初被奥塞内尔·查利斯·马什于1880年描述为鱼鸟的一个种。朱莉娅·克拉克后于2004年将其独立建属。